# مارگیرده
مارگیرده، روستایی است از توابع بخش مرکزی شهرستان نوشهر در استان مازندران ایران.

## جمعیت
این روستا در دهستان خیرودکنار قرار دارد و براساس سرشماری مرکز آمار ایران در سال ۱۳۸۵، جمعیت آن ۴۰۱ نفر (۱۰۱خانوار) بوده‌است. مردم مارگیرده از قومیت طبری هستند. مردم مارگیرده به زبان طبری و گویش کجوری سخن می‌گویند.